# СЦ Вождовац
Спортски центар Вождовац (СЦ Вождовац) је спортски центар у Београду, Србија. Центар се налази у насељу Бањица у општини Вождовац.
Спортски центар је отворен 1974. године, а оснивач је општина Вождовац. Састоји се од велике хале, капацитета 2.300 места и мале сале. Од пратећих садржаја ту су још сала за стони тенис, теретана, аеробик сала, трим кабине, куглана и тениски терени.
СЦ Вождовац као домаћи терен служи многим спортским клубовима, посебно рукометним, а неки од њих су: РК Партизан, РК ПКБ, ЖРК Црвена звезда, ОРК Београд, РК Обилић и др.